# Hasonulás
A hasonulás  olyan hangváltozás, amikor egy hang a szomszédos hang hatására megváltozik: ahhoz hasonlóvá vagy azzal azonossá válik (részleges, ill. teljes hasonulás). A többi mássalhangzótörvénnyel együtt a könnyebb, kényelmesebb kiejtést szolgálja; ezt a hasonulás a hangok képzési jegyeinek közelítésével éri el.
A hasonulás végbemehet szótő és toldalék között, szóösszetétel tagjai között, vagy akár két, egymást követő (együtt ejtett) szó között is: kanti[m]ban, haso[m]más, ötve[ny] tyúk.

## Fajtái
Megkülönböztetünk
- (hatásfoka szerint) teljes és részleges hasonulást,
- (iránya szerint) előreható és hátraható hasonulást,
- (jellege szerint) képzéshely és képzésmód szerinti hasonulást,
- (lejegyzése szerint) írásban jelölt és jelöletlen hasonulást.

Részleges hasonulásnál az egyik hang közeledik képzése terén a másikhoz, de nem válik azonossá vele; valamelyik képzési jegye a szomszédos hangnak megfelelően módosul – ilyenkor új hang jelenik meg.
- Képlete: AB > AC vagy AB > CB

Teljes hasonulásnál a hang elveszíti saját képzési jegyeit, és teljesen a másik hang sajátságait veszi át, azzal azonossá válik – ennek eredményeként a másik hang kettőshangzója jön létre.
- Képlete: AB > AA vagy AB > BB

A hasonulást két hasonló jelenségtől szükséges megkülönböztetni: ha a folyamat során egyik kiindulási hang sem marad meg, azt összeolvadásnak hívjuk, ha pedig a hang csak olyan mértékben módosul, ami az illető nyelvben ugyanazon fonéma körébe tartozik, azt igazodásnak nevezzük.

## Hasonulás a magyarban

### Teljes hasonulás
|            | Hátraható | Előreható |
| ---------- | --- | --- |
| Jelöletlen | - áll + j: á[j]j, éljen: é[j]jen - átcsapás: á[cs]csapás, hegycsúcs: he[cs]csúcs, utca: u[c]ca, nádcukor: ná[c]cukor - egészségedre: egé[s]ségedre, község: kö[s]ség, vadászzsákmány: vadá[zs]zsákmány - bal + ra: ba[r]ra - van már: va[m] már | - hagy + ja: ha[ggy]a, báty + ja: bá[tty]a, any + ja: a[nny]a                                                                          |
| Jelölt     | - ez + ben: ebben, az + nál: annál - ez + vel: evvel (l. még „ezzel”) | - hab + val: habbal, hab + vá: habbá - ez + vel: ezzel (l. még „evvel”) - főz + j: főzz, mász + j: mássz, mos + j: moss, edz + j: eddz |

Megjegyzés: az evvel/ezzel és az avval/azzal alakoknál, ahol a névmásoknál szokásos hátraható hasonulás és a -val/-vel ragnál szokásos előreható hasonulás szembekerül egymással, mindkét megoldás lehetséges (bár az előreható hasonulás valamivel gyakoribb).

### Részleges hasonulás
|            | Hátraható | Előreható |
| ---------- | --- | --------- |
| Jelöletlen | Zöngésség szerinti: - méztől: mé[sz]től, mészből: mé[z]ből Képzés helye szerinti: - különböző: külö[m]böző - rongy: ro[ny]gy, hangya: ha[ny]gya, ötven tyúk: ötve[ny] tyúk | ×         |
| Jelölt     | Zöngésség szerinti: - lélek + zik: lélegzik, kéz + tyű: kesztyű (elszórt esetek)                                                                                           | ×         |

Amint a mésztől/méztől és a mészből/mézből példája mutatja, a hasonulás olykor homofóniához is vezethet.
A magyarban a v és a h a többi mássalhangzótól eltérően viselkedik: a v hasonul (például nyel[f]tan), de nem hasonít (ö[t]ven, nem *ö[d]ven), a h viszont hasonít (például fo[k]ház), de nem hasonul (például do[h]ból, mivel a magyarban nincs zöngés párja; olykor kiesik, például juhnak: [ju∅nak]).

## A hasonulások fenti leírásának kritikája
Amint az Osiris-féle Helyesírás megjegyzi (43–44. o.), a hasonulások fenti (hagyományos) felosztása nem veszi figyelembe, hogy két hang eleve mennyire áll közel egymáshoz, és különböző csoportba sorol be hasonló folyamatokat. Az egészség [ss] szót például hasonulásnak veszi, a szabadság [ccs] szót pedig összeolvadásnak, noha a fő különbség nem a folyamat jellegében van, hanem abban, hogy az sz + s eleve közelebb áll egymáshoz, mint a d + s. A javasolt felosztás főként a kiindulási hangok képzési helye és módja szerint tárgyalja a hangok egymásra hatásait.

## A hasonulás nyelvenkénti különbségei
Bár a fenti folyamatok nyilvánvalónak és egyetemesnek tűnhetnek, az egyes nyelvekben más-más működést figyelhetünk meg. A magyarban például a hátraható hasonulás jellemző, míg az angolban ez csak zöngétlenedéskor lehetséges. A fogsz kiejtése [foksz] (nem pedig *[fogz]), az angol dogs szóban viszont a [gsz] hangkapcsolatnak a második tagja változik meg: [dagz] (nem pedig *[daksz]). Hasonlóképp, a matchbox magyar kiejtése [medzsboksz], angol kiejtése viszont megközelítőleg [mecspoksz]: a zöngésség különbségét az egyik nyelv előreható, a másik hátraható hasonulással oldja fel.

## A hasonulás időbeli változásai
A hasonulások egyetemes jellege ellen szól az is, hogy amint maga a nyelv, úgy vele együtt a hasonulási szabályok is változnak az idők folyamán. A XX. század elején például a toronyba alakot még úgy ejtették: [toromba], a kormányválság szó pedig [kormánválság]-nak hangzott volna (noha a torony, kormány szavakat ugyanúgy [ny]-nyel ejtették). Ez a hasonulási szabály azonban időközben törlődött, megszűnt létezni a magyar köznyelvben. (Forrás)
Az ellenkezőjére példa, hogy a -val/-vel, -vá/-vé ragoknál korábban (például a Halotti beszéd idején) nem működött a hasonulási szabály, és úgy mondták: házval, házvá. Időközben megjelent ez a szabály, s azóta hangzik így: házzal, házzá (egyes nyelvjárásokban azonban ma is a v-s alakokat használják).